# Édouard Réchède

a Compétitions nationales et continentales officielles uniquement.

Édouard Réchède, né le 26 novembre 1905 à Pau et mort le  21 février 1973 à Pau, est un joueur de rugby à XV, évoluant au poste d'ailier à la Section Paloise.

## Biographie
Édouard Réchède débute à la Section en 1922 en compagnie de Recaborde et Louis Cluchague. Réchède était un athlète complet.
En décembre 1926, les All Blacks effectuent une tournée en Europe (en) et reviennent à la Croix du Prince affronter une sélection de Gascogne, composée de joueurs d'Armagnac-Bigorre-Béarn. Cette sélection, menée par la légende de la Section François Recaborde, arbore des maillots blancs bordés de rouge.
Les Maoris sont reçus en grande pompe au Palais d'Hiver, le match suscitant un fort intérêt en Béarn du fait de la présence de joueurs locaux : Robert Sarrade, Albert Cazenave, Fernand Taillantou, François Récaborde mais aussi de Maixent Piquemal, le jeune arrière prometteur du Stadoceste tarbais. Les Maoris s'imposent 11 points (3 essais, 1 but) à 6 (1 essai et 1 but sur coup franc).
Durant la saison 1927-1928, la Section remporte le titre de champion de Côte basque, pour la deuxième année consécutive. Première de sa poule de 5 en championnat de France, le club atteint les poules de 4, et les protégés de Gilbert Pierrot se défont du Stade français, de Perpignan et de Lyon puis élimine les champions en titre du Stade toulousain en demi-finale par 3 à 0 après prolongations (1 essai à zéro). 

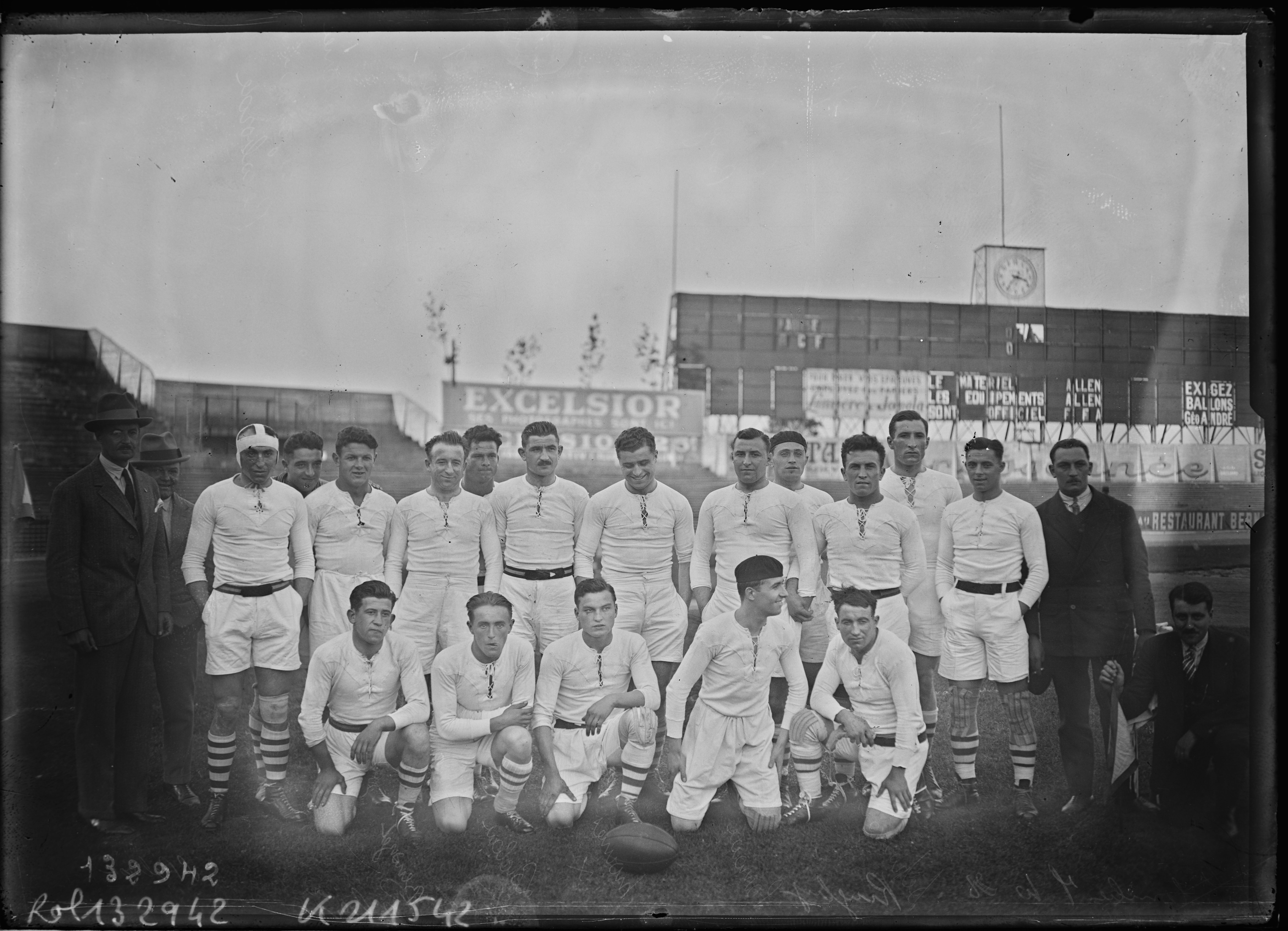
Réchède, premier debout en haut à droite, au stade de Colombes avec la Section paloise, le 7-10-1928.

La Section remporte la finale en battant Quillan par 6 à 4 à Toulouse en mai 1928,.  30 000 spectateurs avaient assistés à la finale.
Ce jour-là le journal local, Le Patriote des Pyrénées, souligne que les « bérets » ont battu les « chapeaux ». L'Indépendant des Basses-Pyrénées évoque un triomphe. 25 000 supporters palois s'étaient rendus au stade des Ponts-Jumeaux à Toulouse afin de supporter les blancs. Le capitaine emblématique est Albert Cazenave, bien secondé par Georges Caussarieu, David Aguilar, Robert Sarrade, Fernand Taillantou et l'inévitable François Recaborde.
Une fois sa retraite sportive actée, Réchède fait partie du staff qui emporte le Challenge Yves du Manoir en 1938 avec son club de toujours, la Section paloise.
Après sa carrière de joueur, il travaille à la distillerie de son ex-coéquipier Robert Sarrade.
Durant la Seconde Guerre mondiale, il intègre le 10e bataillon de chasseurs pyrénéens. Edouard Réchède est fait prisonnier et libéré en 1943.

## Palmarès
- Vainqueur du Championnat de France : 1928 (Section paloise)[16].